# Longue durée
Longue durée, in italiano "Lunga durata" è un termine utilizzato dalla scuola francese degli storici delle Annales per designare il loro approccio allo studio della storia, che dà la priorità alle strutture storiche di lunga durata piuttosto che agli eventi. Tale approccio introduce il metodo sociale scientifico nella storia. 
Pionieri di quest'approccio furono Marc Bloch e Lucien Febvre nella prima metà del XX secolo. L'approccio fu portato avanti da Fernand Braudel nella seconda parte del secolo: Braudel faceva l’esempio della Riforma, i cui confini seguono «in modo piuttosto preciso, da una parte e dall’altra del Reno e del Danubio, la doppia frontiera dell’Impero romano».
Recenti applicazioni della lunga durata possono essere trovate negli studi sulla democrazia in Italia e in Danimarca, rispettivamente di Robert Putnam e Bent Flyvbjerg. In entrambi gli studi si sostiene che la chiave per capire adeguatamente la democrazia moderna sia la comprensione dei secoli passati, delle strutture di governo pre-moderne e dell'impatto che esse hanno sulla democrazia di oggi.